# Innico Caracciolo (1607-1685)
Innico Caracciolo (Nápoles, 7 de março de 1607 - Nápoles, 30 de janeiro de 1685) foi um cardeal do século XVIII

## Biografia
Nasceu em Nápoles em 7 de março de 1607. Da nobre família dos duques de Airola. Seu primeiro nome também está listado como Innigo. Filho de Francesco Caracciolo, segundo duque de Airola, e Isabella Guevara, duquesa de Bovino. Tio do cardeal Innico Caracciolo, Jr (1715). Outros cardeais da família foram Marino Caracciolo (1535); Nicolò Caracciolo (1715); Giovanni Costanzo Caracciolo (1759); Diego Innico Caracciolo (1800); e Filippo Giudice Caracciolo, Ora. (1833)..
Estudos iniciais em Nápoles sob os jesuítas (literatura); mais tarde, estudou filosofia e direito.
Foi para Roma e ocupou vários cargos menores na Cúria Romana. No pontificado do Papa Urbano VIII, foi nomeado protonotário apostólico; referendário dos Tribunais da Assinatura Apostólica de Justiça e da Graça; clérigo da Câmara Apostólica e presidente da Annona . Juiz da Fábrica de São Pedro, relator da SC de Bom Governo e eleitor do Tribunal da Assinatura Apostólica no pontificado do Papa Clemente X. O Papa Alexandre VII nomeou-o um dos quatro núncios perante a Rainha Cristina da Suécia; legado em Ferrara; e auditor da Câmara Apostólica. Decano dos Clérigos da Câmara Apostólica.
Criado cardeal e reservado in pectore no consistório de 15 de fevereiro de 1666; publicado no consistório de 7 de março de 1667.
Eleito arcebispo de Nápoles, em 7 de março de 1667. Consagrado, antes de 9 de outubro de 1667, em Roma. Participou do conclave de 1667, que elegeu o Papa Clemente IX. Recebeu o gorro vermelho e o título de S. Clemente, a 18 de julho de 1667. Participou no conclave de 1669-1670, que elegeu o Papa Clemente X. Celebrou os sínodos diocesanos em 1669, 1672, 1676 e 1680. Participou no conclave de 1676, que elegeu o Papa Inocêncio XI.
Morreu em Nápoles em 30 de janeiro de 1685. Exposto e enterrado na catedral metropolitana de Nápoles em um monumento de mármore em forma de sacrário sustentado por quatro colunas, projetado por Pietro Ghetti